# Crusader Mk VI (A15)
O Crusader Mk VI (A15) foi um dos primeiros "Tanques Cruzadores" do Reino Unido que teve papel fundamental na Campanha do Norte da África. Mais de 5.300 foram produzidos pela Nuffield. Foi substituído pleo M4 Sherman e os chassis em operação foram convertidos para funções: antiaérea, recuperação de blindados, e veiculo de engenharia com lâmina para terraplenagem.